# Aguidi
Aguidi è un arrondissement del Benin situato nella città di Sakété (dipartimento dell'Altopiano) con 14.447 abitanti (dato 2006).